# バイナリー (商取引)
バイナリーとは、連鎖販売取引のスタイルを持つビジネススタイルの一つ。構成のスタイルが、二系列のみに限定されており、短期間にピラミッドの構造を構築したいという目的で作られたシステムである。
ビジネスに参加させたい人が3名以上居る場合、強制的にどちらかの系列の下に位置づけられる。
たとえば、この3名、仮にAさん、Bさん、Cさんとした場合、AさんとBさんの二系列のAさん系列のCさんということになり、AさんとCさんでは、同じ商品の購入をしても、報酬の差異が発生してしまうという矛盾がある。逆に友人がまったく居ないAさんに強制的にCさんをつけることによって、Aさんに報酬を与えることが出来る利点も持つ。
ビジネス活動の意志がなくても、参加してしまえば、紹介者の片方の系列である為、上位者に、ビジネスを進めるように強要される場合もある。
また、階層数で参加人数が決まる為、報酬は構築した階層数で評価されることが多い。
このため参加者は均等につながることに神経を使うこととなり、ＡさんとＢさんで友人数が異なっていたり、さらにその友人の友人数が異なっている場合そのコントロールを強制的にすることは非常に難しく、これにより収入が得られる構造になりえるのかの疑問が生じやすいビジネススタイルである。
そもそも、どのシステムにおいても売上に応じて払い出せる報酬には限界があるため、似たり寄ったりである。バイナリーの特徴は２系列だから簡単なのだと勘違いをする会員も多いといえる。